# Anima nella religione dell'antico Egitto
Nella religione dell'antico Egitto si ritiene che l'anima umana possa essere suddivisa in più parti:

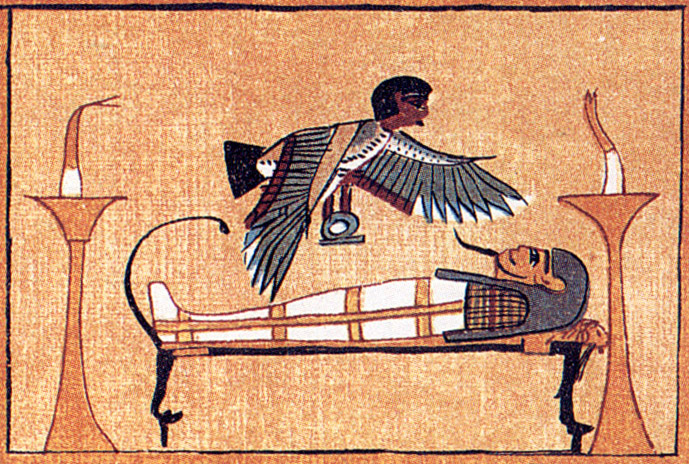
La liberazione dell'anima in forma d'uccello, rifacimento di un'illustrazione tratta dal libro egiziano dei morti.

- Ab
- Akh
- Ba
- Hekau
- Ka
- Ren
- Sekhem
- Sekhu
- Sheut

## Componenti vitali

### Akh o Khu o Sahu
L'Akh è l'ipostasi "luminosa" dell'eterna energia cosmica.

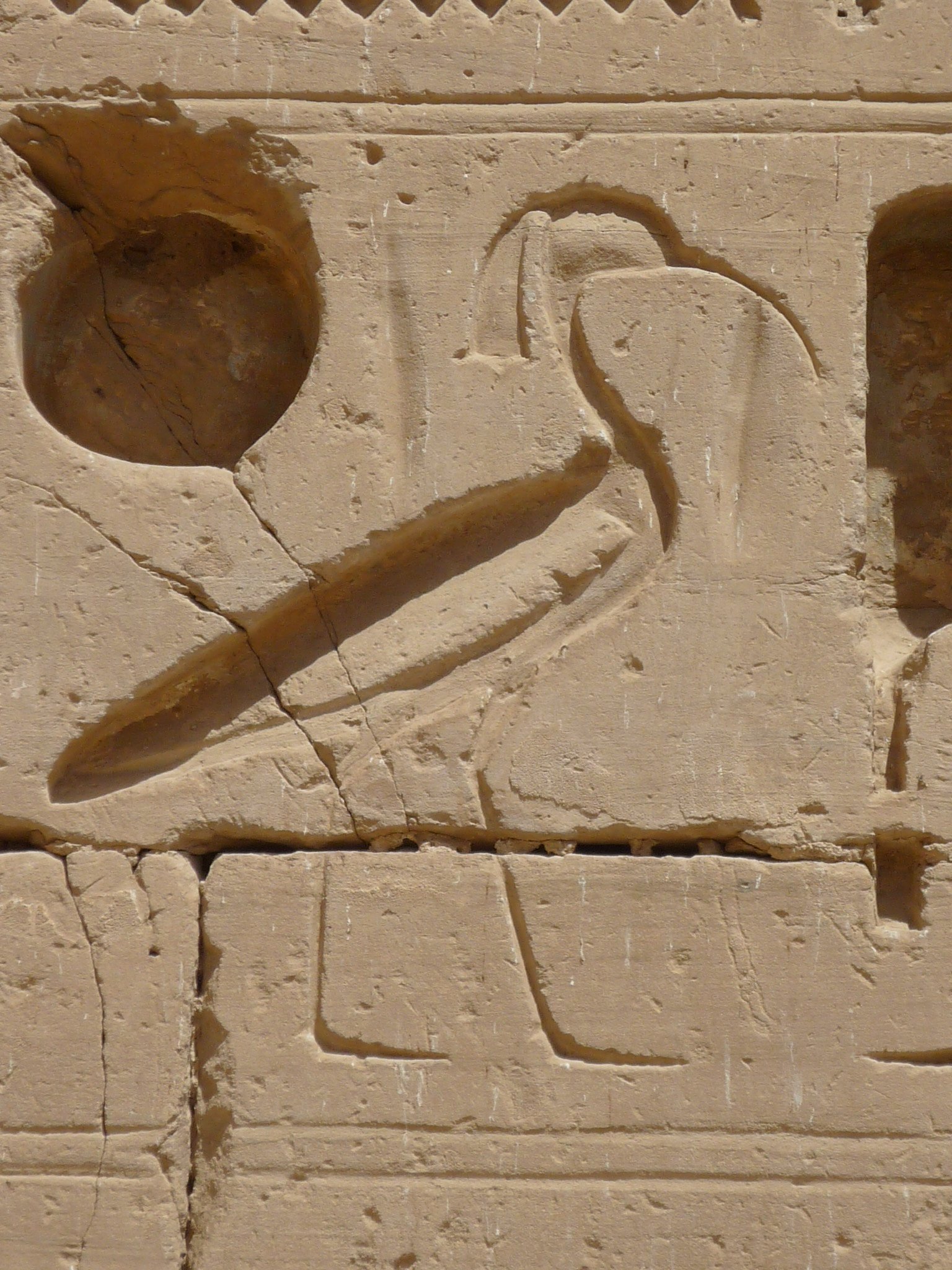
Akh

Spesso è raffigurato come un ibis piumato, Ibis comata, e vola via dal corpo, dopo la morte di un essere.
| G25 |

3ḫ
Tale geroglifico, indicante l'ibis, sembra non avere alcun rapporto intrinseco con la nozione di Akh se non per un valore puramente fonetico e per il suo piumaggio estremamente brillante. Infatti lo stesso geroglifico, ritrovato nelle tombe a pozzo fin dalla I dinastia, costituisce la radice del verbo "brillare" ed "essere utile".
È l'elemento luminoso che alla morte si ricongiunge al creatore salendo nel cielo brillando come una stella. 
Opposto al corpo, che appartiene alla terra, l'Akh appartiene al cielo, soprattutto a nord, dove sono le imperiture stelle circumpolari.
Nei "Testi delle piramidi" infatti si legge:
"Voi sorgete dall'Orizzonte (Akhet) dove siete puri Spiriti (Akhu)"
e questo elemento lega il faraone defunto al mondo divino.
Successivamente, nei "Testi dei sarcofagi", il concetto di akh venne esteso a tutti i defunti che poterono così diventare Akhu.

### Ba (spirito/personalità)

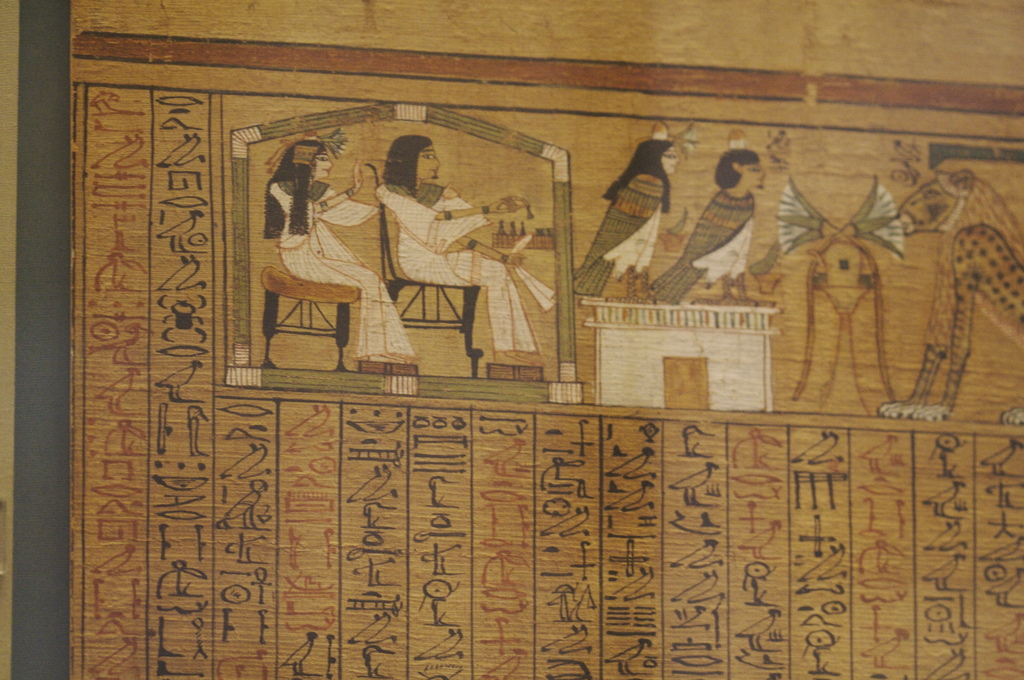
Ba dei defunti sopra l'ultima dimora

Il Ba è la parte divina, totalmente spirituale, riconducibile alla personalità dell'anima di una persona.

È l'essenza soggetta alla permanenza nei mondi spirituali. Esso poteva moltiplicarsi in relazione alla potenza del suo detentore. Il Ba usciva dal corpo del defunto e vi ritornava a mummificazione avvenuta.

Grazie al Ba anche il defunto, come gli dei, può assumere forme (aru) 
| i | ir | w | M40 |

 diverse, in seguito a varie trasformazioni e manifestazioni (keperu) 
| L1 | r | w | M40 |

 ed eventualmente rivestire una personalità dotata di memoria.
Il Ba è eterno e molto vicino alla natura dei Neteru, gli dei, e del Neter.

Nell'antichità egizia è spesso rappresentato dall'ideogramma del trampoliere, la grande cicogna africana, conosciuta come jabiru (Mycteria ephippiorhyncus seu senegalensis).
| G29 |

La sua triplice ripetizione esprime per l'egiziano la pluralità e l'astrazione.
Il monogramma 
| G30 |

 costituito da tre jabiru affiancati significa infatti "potenza, insieme delle manifestazioni divine".
Altri modi per rappresentare il Ba erano l'uccello a testa umana
| G53 |

 e l'ariete 
| E10 |

 Ognuno di essi rappresenta la nozione di Ba con sfumature particolari:
- il trampoliere designa un'anima divina nella quiete,
- l'uccello a testa umana un'anima umana unita al corpo o che ne è stata separata,
- l'ariete uno spirito divino di prim'ordine.

Il segno 
| R7 |

 che li precede sarebbe la reminiscenza di un'antica teoria religiosa secondo la quale le stelle in cielo erano semplicemente innumerevoli Ba illuminati dalle loro lampade accese.

### Ka

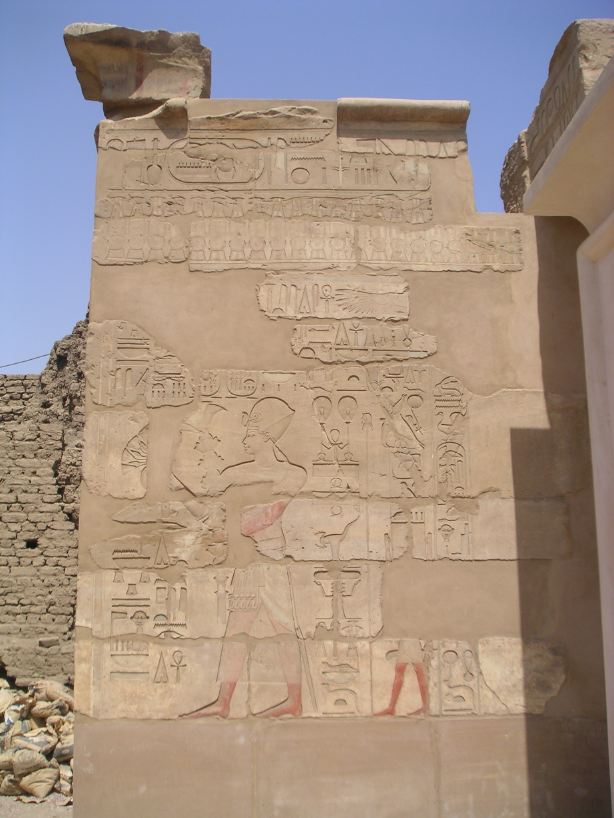
Portico di Thutmosi IV con frammentata immagine del Ka che segue il sovrano

Nel mondo fisico è in grado di conservare i ricordi e i sentimenti della vita terrena. Cresce con l'uomo (oppure con il dio) e non lo abbandona mai. Per questo, dopo la morte, deve essere pregata e ricordata dai cari del defunto. Il Ka conduce nella vita terrena un'esistenza indipendente, è impalpabile e può superare ogni ostacolo del mondo sensibile.

Il termine Ka, indicava la forza vitale di ciascun individuo. Con caratteristiche individuali molto marcate, costituisce il temperamento e l'insieme delle qualità degli esseri viventi.
I più recenti studi condotti considerano non adeguata la traduzione come spirito o doppio.
Il concetto di Ka non sarebbe perciò in relazione con il genius latino ed il daimon greco.
Esso si trasmette di padre in figlio e quindi appartiene, usando termini moderni, al patrimonio genetico ereditario di un uomo.

Il fatto che il segno 
| kA |

k3

non sia mai divenuto un determinativo fa di esso un gesto assai speciale.

Particolare era la circostanza che le divinità possedevano molteplici Ka, uno per ciascuna delle loro peculiarità legate principalmente al potere di creare. Inoltre, essi ne disponevano in quantità illimitata.

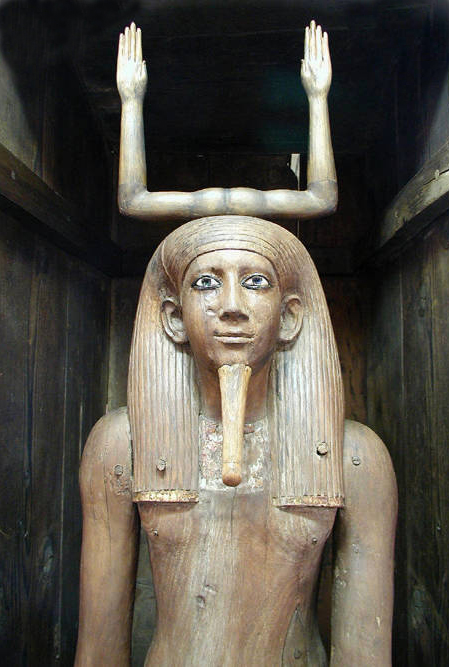
Raffigurazione del Ka del sovrano Auibra-Hor

Inoltre si riteneva che dando offerte al "Ka" del defunto se ne garantisse la sopravvivenza dopo la morte.

I lati delle piramidi sono allineati con i punti cardinali perché così si pensava che il "Ka" del defunto potesse andare dovunque.

Numerosi sono i nomi egizi composti da Ka, spesso in riferimento al dio Ra, ad esempio Neferkara (Bellissimo è il Ka di Ra), Userkara (Potente è il Ka di Ra), Maatkara (Giusto è il Ka di Ra).
Nel culto del Ka reale veniva rappresentato l'aspetto divino del sovrano che si trasmetteva, plasmato da Khnum al momento del 
concepimento, da un sovrano all'altro con la memoria ancestrale delle divinità che lo avevano preceduto.
Il Ka si fondeva con il sovrano al momento dell'incoronazione quando l'uomo-re diventava la regale divinità di Horo vivente, ossia un Ka vivente.
Il Ka veniva rappresentato sempre dopo il sovrano mentre nella statuaria, famosa la statua di Auibra-Hor, lo si raffigura in quelli destinati ai riti dell'ipostasi divina.
Tra i riti molto importanti vi erano quelli della Festa di Opet dove il sovrano rinnovava simbolicamente il suo concepimento e l'incoronazione, rigenerando quindi il suo Ka e quelli della Heb-Sed

## Le altre parti di cui è composta

### Ab o Ib
Il cuore. Gli antichi egizi ritenevano che esso fosse la sede di tutte le emozioni, superiore quindi in funzionalità al cervello.
Senza questo organo, la vita oltre la morte è impensabile, perciò esso era l'unico che durante l'imbalsamazione veniva lasciato al proprio posto, mentre tutti gli altri organi venivano asportati e posizionati, in corrispondenza dei punti cardinali, nei vasi canopi dei figli di Horo.

Il simbolo del cuore è 
| ib |

 e con questo simbolo vi erano molti modi di dire ed espressioni comuni, ad esempio 
| F40 | t | ib |

au-t-ỉb oppure au-t-ab cioè gioia, felicità (da au-t = estensione, grandezza, pienezza).
Con il vocabolo ˁb si indica il cuore nel significato morale ed anche come memoria e coraggio; inoltre può definire idee astratte e vari mori dell'anima.
Come "sede della memoria" è testimone nel processo della psicostasia, non come coscienza, ma come sede di Sia, cioè conoscenza, sapere. 
L'altro vocabolo (ḥati) può essere tradotto come "cuore fisico" (usato nei testi di medicina) anche se può ricoprire, come ˁb, il significato di desiderio, bravura, amore, pensiero, saggezza e soddisfazione.

### Hekau
L'Hekau 
| V28 | D28 | A | w |

 è l'energia espressa con il "potere della magia".
Si tratta di una forza soprannaturale creatrice ed attiva cui pare presiedere la dea Uret-hekau, ovvero "colei che è grande in magia".
Gli uomini, giacché possiedono questa energia vitale che permette la loro esistenza, hanno la possibilità per mezzo di questa di dialogare e perfino di influire sul mondo divino.

### Ren (nome proprio)
Il nome proprio, rn 
| r · n |

 è la parte che continua a dare vita ad un essere finché esso viene pronunciato. L'uomo, ricevendo il nome, acquista una sua ben determinata identità ed un suo destino.
Fa parte della personalità dell'individuo e ne costituisce una manifestazione, in modo parallelo al suo Khat ed al suo Ka, con il quale a volte si identifica.

### Sekhem
| s | x | m |

Il Sekem è l'energia, la forza, la potenza e la luce di una persona defunta.
Il Sekhem è l'insieme di tutte le energie che nascono dall'esistenza in unione delle parti spirituali e fisiche di un essere vivente. Il Sekhem, secondo alcuni perisce insieme al corpo fisico, per altri, dopo la morte, vive in eterno rimanendo unito al Ba.

### Sekhu o Khat
| X · a | t |

 (ẖa-t) o 
| S · a | t |

 (ša-t).
Il corpo fisico di un essere, che prima o poi perisce e si decompone. Lì risiedono tutte le altre parti dell'essere nel periodo di esistenza della persona nel mondo fisico.

### Sheut, Shuyt o Khaibit
| S36 | t · Z1 |

(šwyt)
| xA | i | i | b | S36 | H6 |

(ḫ3yb-t)
L'ombra, presente sempre in ogni persona. Di colore nero, è una parte dell'anima molto simile al Ka, e per molti aspetti l'opposto di quest'ultimo. Mentre il Ka tenderebbe a conservare gli aspetti positivi dell'esistenza terrena, lo Sheut sarebbe invece l'emanazione formatasi dalla presenza di aspetti negativi.
Generalmente l'ombra veniva considerata il doppio immateriale di ogni forma: essa costituiva il collegamento tra il corpo e gli elementi incorporei dell'individuo.